# Імлисті гори
Імлисті гори (англ. Misty Mountains) — у легендаріумі Дж. Р. Р. Толкіна гірське пасмо в Середзем'ї. Інша назва — Гітаеґлір (англ. Hithaeglir, з синдарину — «Вервечка Імлистих Вершин»), гори Імли.

## Опис

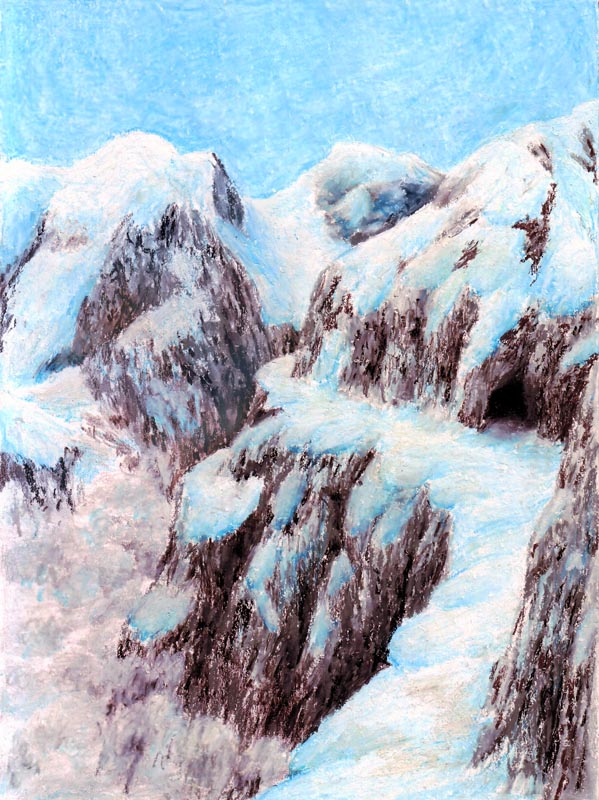
Кіріт Форн-ен-Андраф

Імлисті гори звів Мелькор у Першу Епоху, аби зробити заваду мандрам вали Ороме. Гори імли були однією з багатьох перешкод, яку подолали перші ельфи, мандруючи на Захід до Валінору. Саме Ороме створив Високий Перевал біля Рівендолу або Кіріт Форн-ен-Андраф для переходу на схід і походу ельфів на Захід. Потім цим перевалом користувалися гноми та люди для переходу через гори, однак у 2480 він був блокований орками.

## Географія
Хребет Гітаеґлір або Імлисті гори простягнувся з півночі на південь від краю де близько 1300—1975 рр. Т. Е. знаходилось королівство Анґмар до перевалу Грива Рогану. Гори розділяють землі Еріадору та Рованіону.
Найвищими вершинами хребта є Ґундабад, де в Епоху Дерев пробудились ґноми з клану Довгобородів на чолі з Дуріном І Безсмертним; Карадрас (мовою гномів Баразінбар — «Червоний Ріг»), Келебділ (мовою гномів Зірак Зігіль — «Срібноголовий Пік») та Фануідол (мовою ґномів Бундушатур — «Сірий»), — три гірські вершини розташовані над підземеллями Морії, гора Грам — точне місцерозташування невідоме (можливо розташовувалась на відрозі Імлистих гір — Тролячому нагір' ї або Еттенблат), Метедрас — розташований у південній частині хребта біля нього починається річка Ізен.
З Імлистих гір збігають річки Ленґсвелл (при злитті з Ґрейлін утворює Андуїн), Сивинка, Бруїнен, Гландуїн, Сіранонн, Ірисна, Келебрант, Ентова Купіль та Ісен.
У верхів'ях річки Бруїнен розташована долина Рівенділ, де жили ельфи, якими правив Елронд.
За горами Карадрас, Келебділ та Фануідол розташована долина Нандугіріон або Темноводдя, що на кгуздулі має назву Азанулбізар. Посеред долини знаходиться озеро Кгелед — Зарам або Дзеркальне, куди впадає і звідки витікає річка Келебрант або Срібна.
На півдні біля гори Метедрас розташувалась долина Нан-Курунір, де знаходилась фортеця Ісенґард.

## Мешканці
В Епоху Дерев у горах Імли простягались ґномівські володіння Кгазад-Дум (Ґномівська Рудня, на синдарині — Газодронд), які пізніше звалися Морією. На початку Другої Епохи до королівства Кгазад-Дум переселились гноми Синіх Гір (Еред-Луїн). Після 1981 р. Т. Е., коли балроґ убив короля Наїна І і ґноми покинули Морію, в Імлистих Горах стали оселятись орки. Їх столицею стали колишнє підземне місто ґномів під горою Ґундабад. Після вбивства короля Трора орком Азоґом у 2790 р. Т. Е., почалась війна між гномами та орками (2793—2799), що завершилась переможною для ґномів битвою у долині Азанулбізар. Вцілілі орки стали нападати на землі Рогану.
Багато орків Імлистих гір загинуло у Битві П'яти Армій у 2941 р. Т. Е. , однак після всіх цих втрат вони відновлювали свою могутність. У 2994 р. Т. Е. вони знов захопили Морію, повністю знищивши ґномів, що прийшли туди з Баліном.
Також в горах мешкали кам'яні велетні, що згадуються у повісті «Гобіт або Туди і Звідти». У північній частині гір на вершинах оселилась частина орлів Манве на чолі з Ґвайгіром, що відстежували пересування орд орків.

## Концепція і створення
Образ Імлистих Гір запозичено з пісні «Мандрівка Скірніра» в «Старшій Едді», у якій згадуються «імлисті гори, де живуть племена орків».